# Kōyō

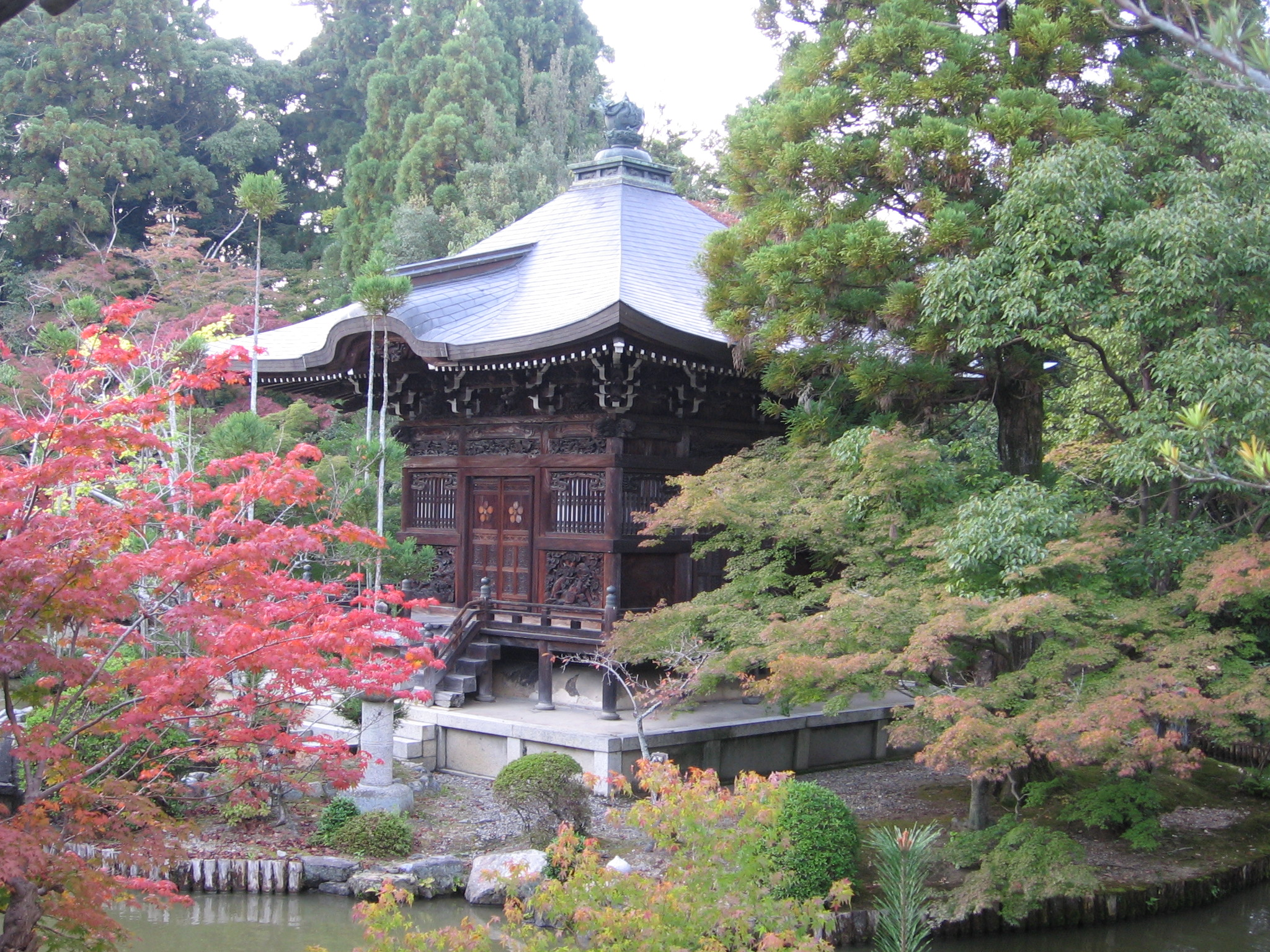
Érable rougeoyant au temple Seiryo (Kyoto).

Cet article possède des paronymes, voir Coyau et Coyaud.
Kōyō (紅葉, littéralement « feuille rouge ») est l'appellation japonaise du changement de couleur des feuilles en automne, en particulier celles de l'érable japonais (紅葉/椛, momiji) ou du ginkgo. Kōyō est l'objet d'une coutume traditionnelle d'apprécier la beauté de ces feuilles, que l'on appelle momijigari (紅葉狩り, lit. « chasse aux feuilles rouges »).

## Description
Cette coutume est à l'automne ce que hanami est au printemps : pendant quelques semaines, l'érable prend des couleurs allant du jaune au rouge vif, et les ginkgos se parent de jaune. À cette occasion, les endroits réputés (en particulier de nombreux temples de la région de Kyoto) sont envahis par la foule, notamment le deuxième dimanche de novembre lors du matsuri d'Arashiyama, créé en 1947.
La saison du kōyō commence à la mi-septembre sur l'île de Hokkaidō, et se termine à la mi-décembre dans la région de Tokyo. C'est à partir de l'époque de Heian (794-1185) que commence cette tradition. Longtemps réservée à l'aristocratie, c'est vers l'époque d'Edo (1603-1868) que le peuple l'adopte. À l'instar du hanami, les Japonais emportent leur pique-nique vers les sites qui offrent les plus beaux spectacles, comme les sommets de Nikkō.

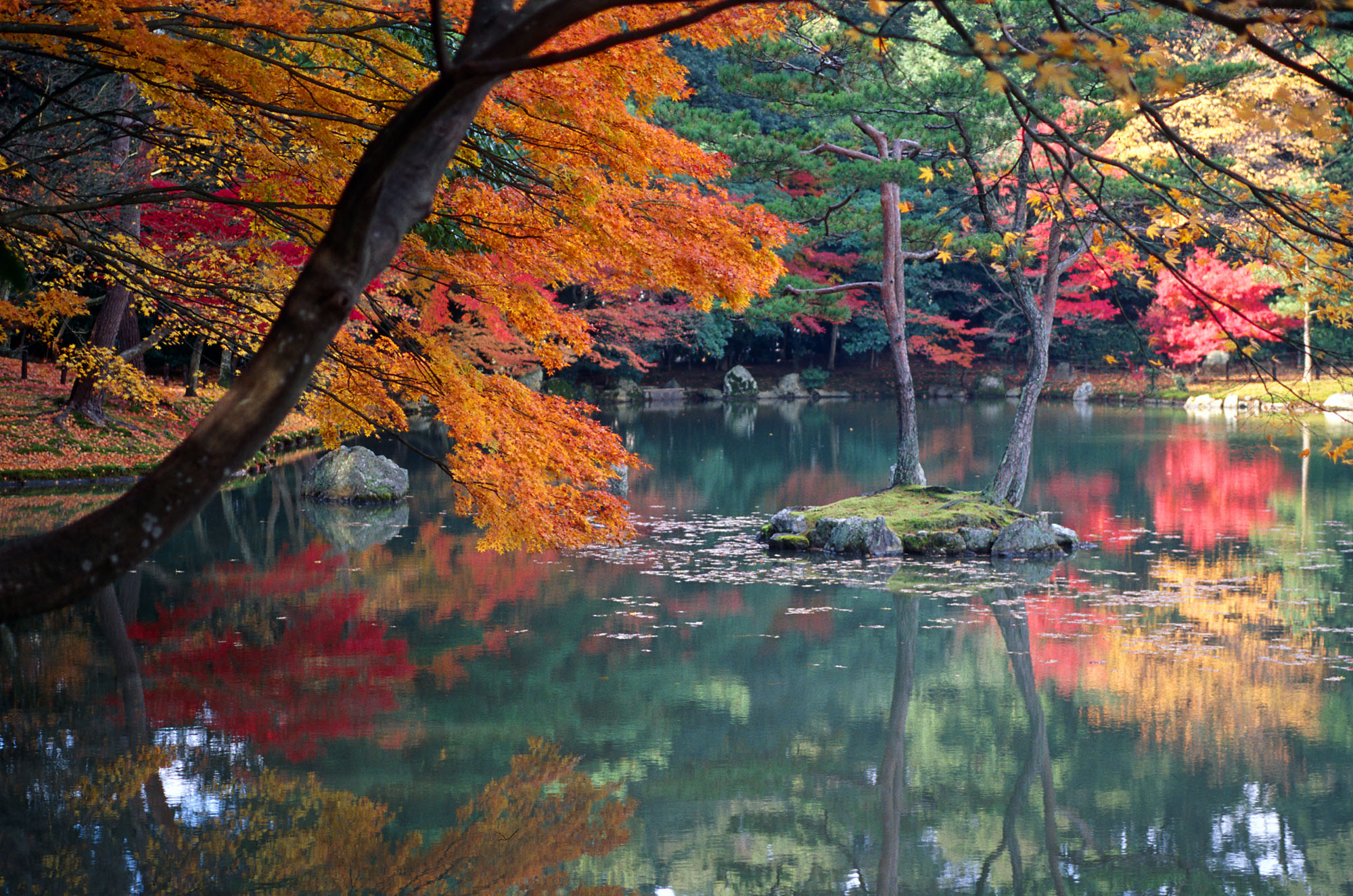
Paysage d'automne (Kyoto).
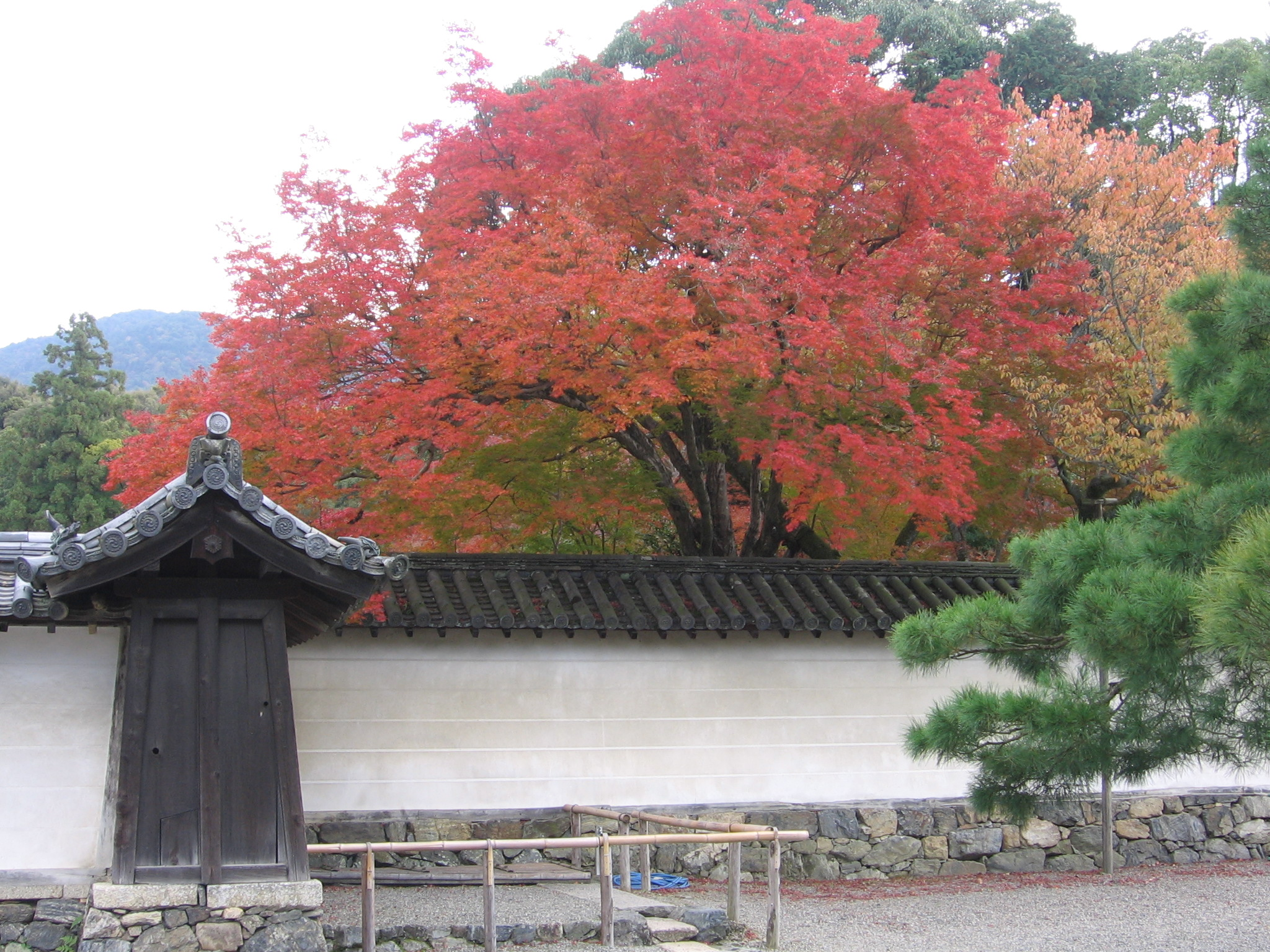
Daigo-ji (Kyoto).
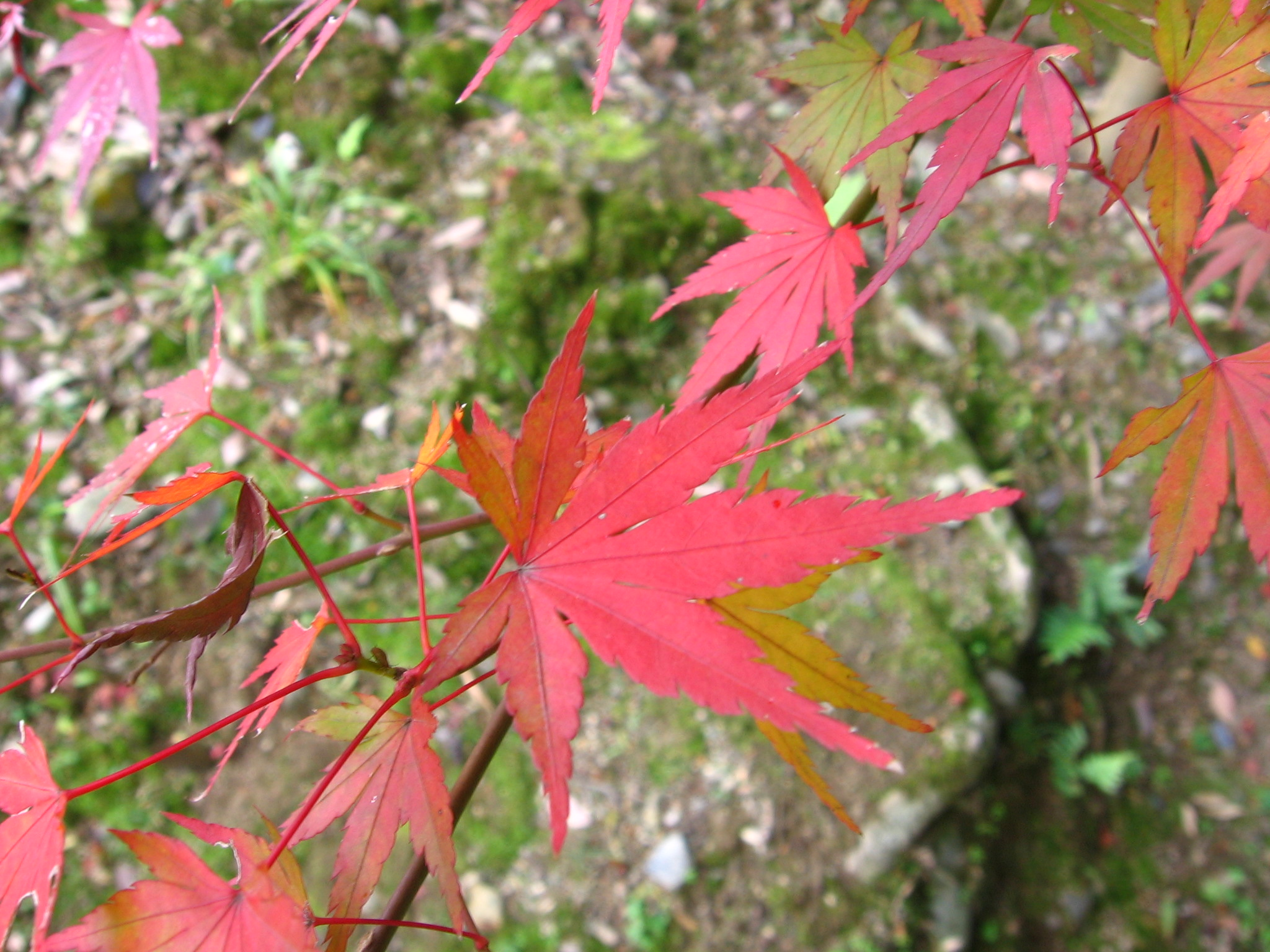
Daigo-ji (Kyoto).
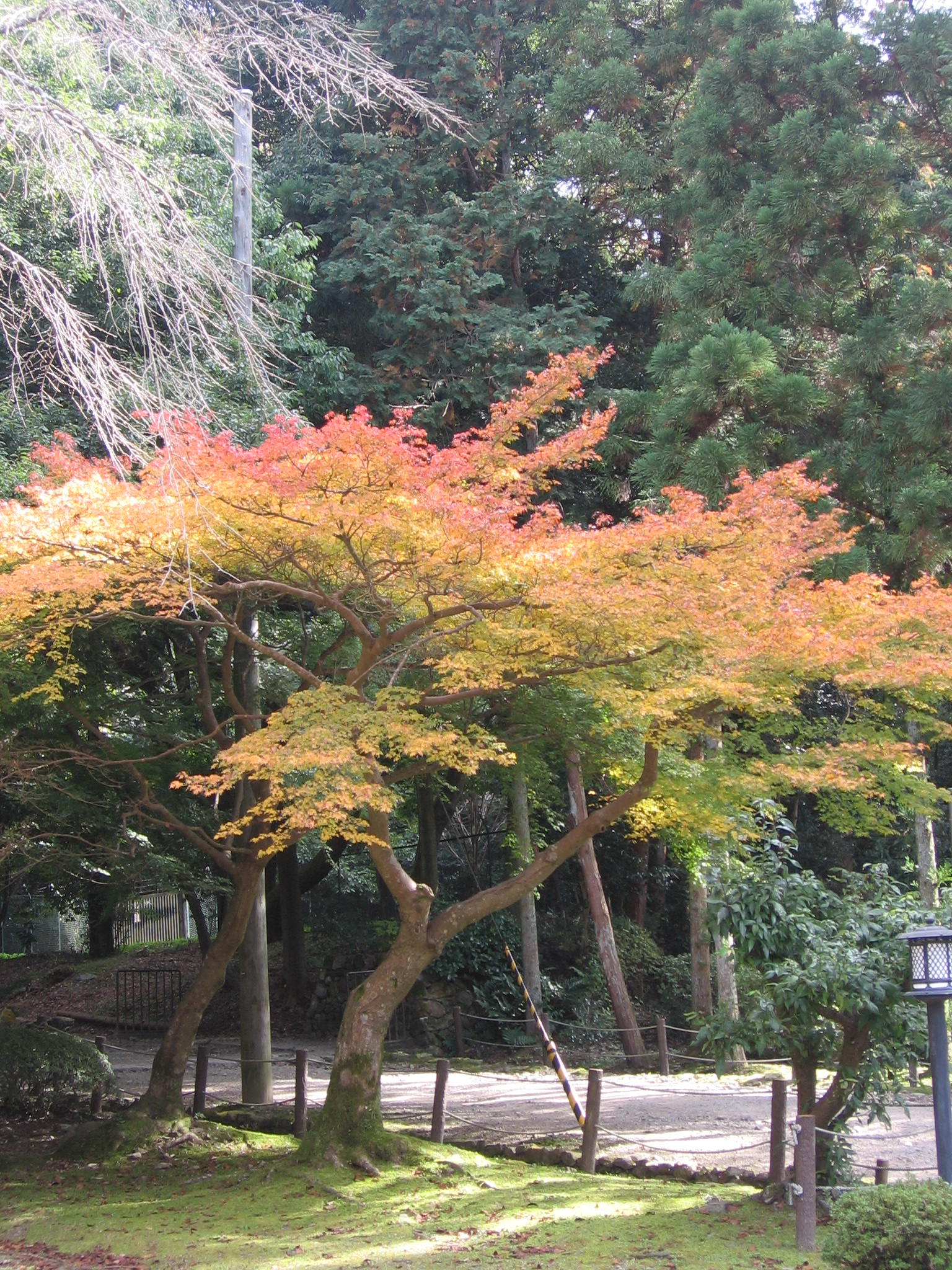
Daigo-ji (Kyoto).
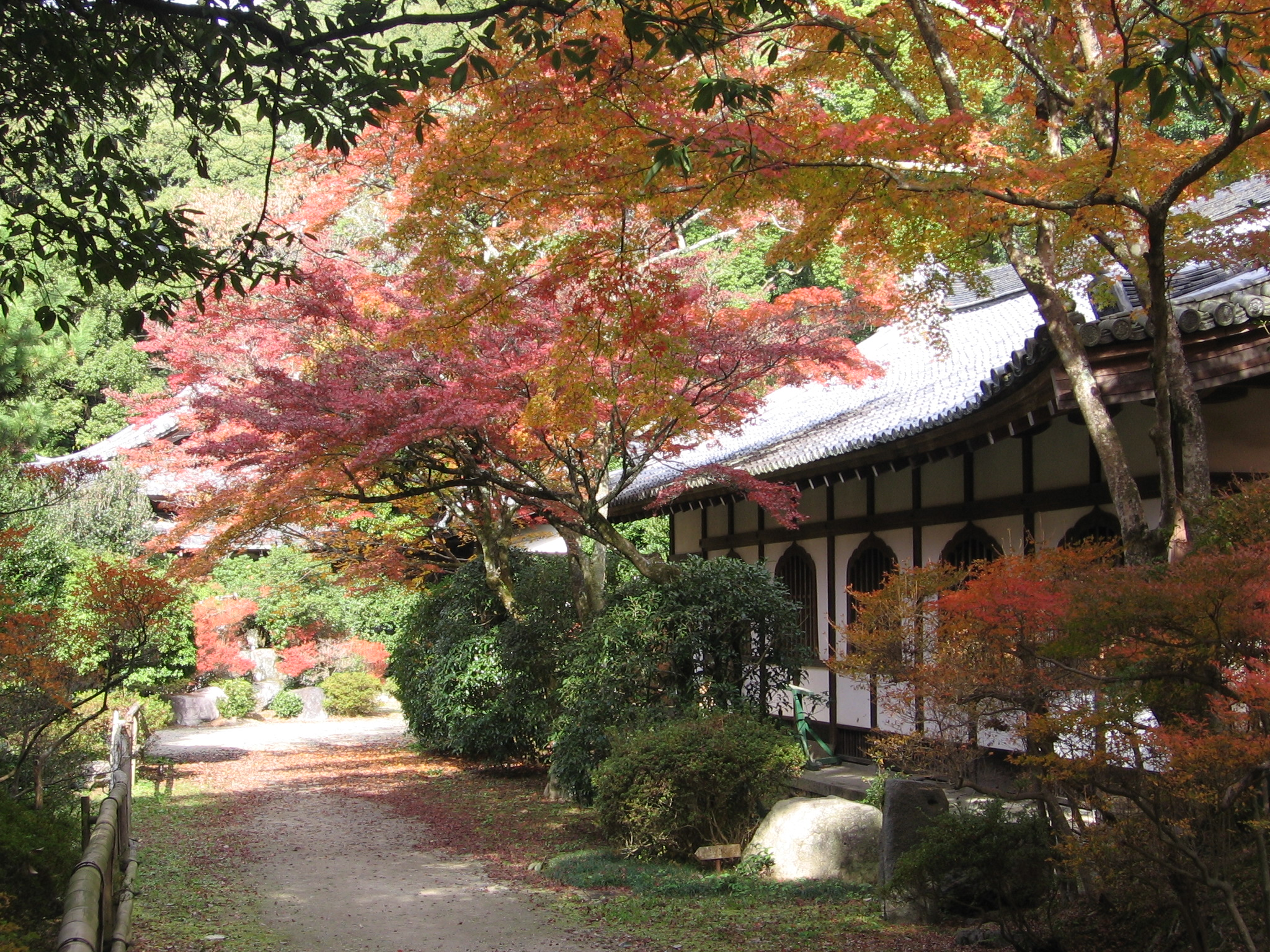
Daigo-ji (Kyoto).
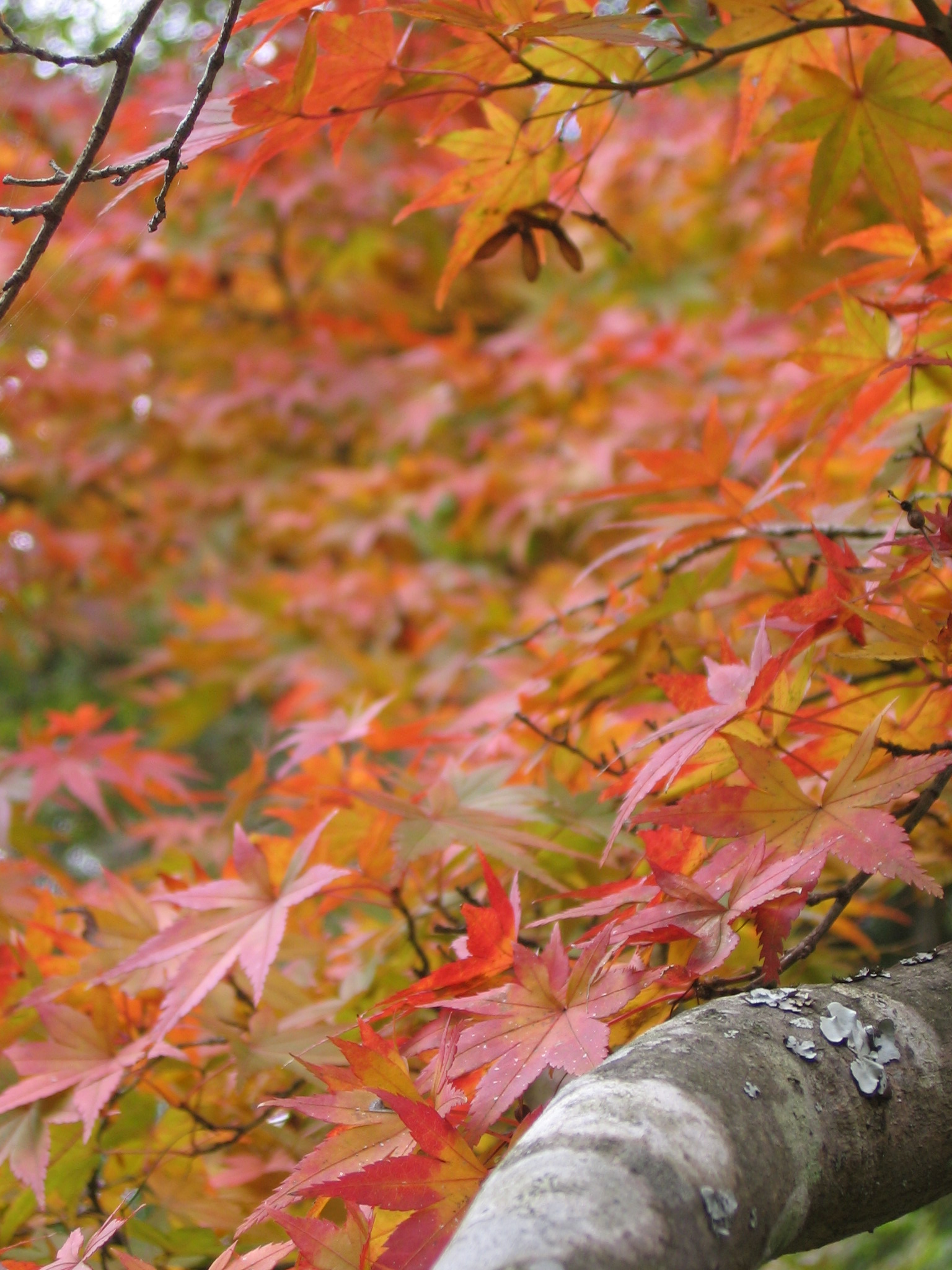
Daigo-ji (Kyoto).
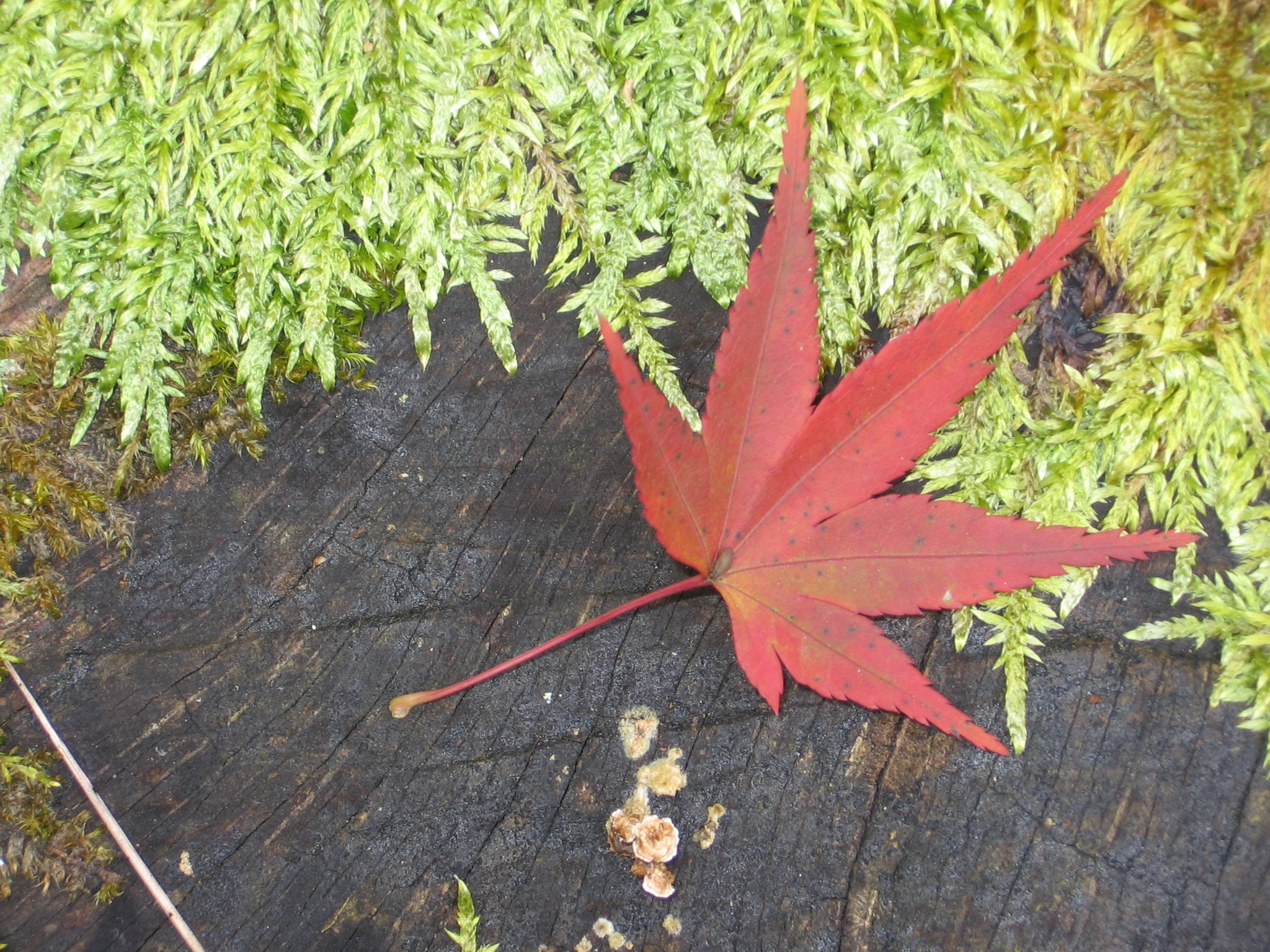
Daigo-ji (Kyoto).
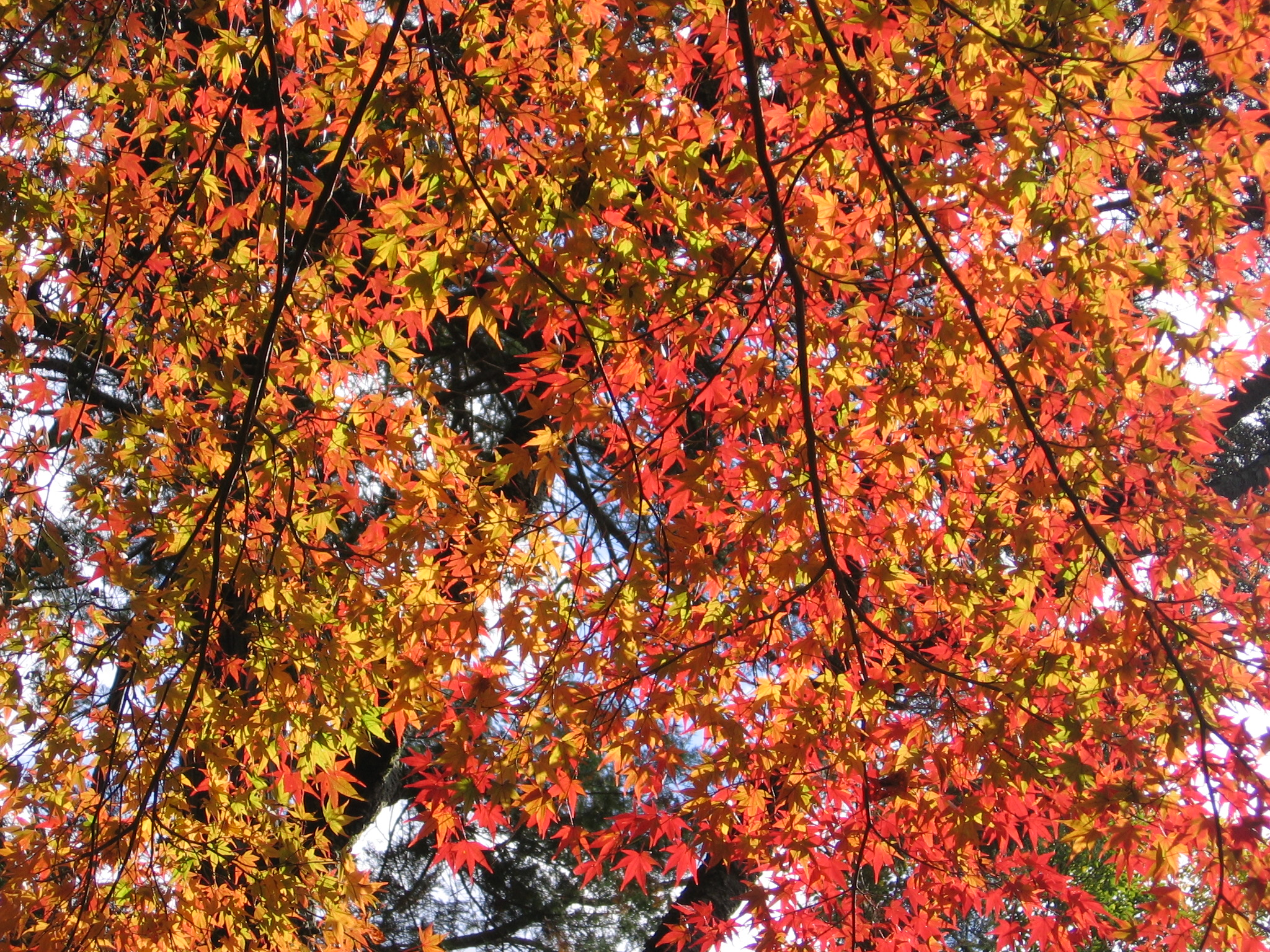
Daigo-ji (Kyoto).
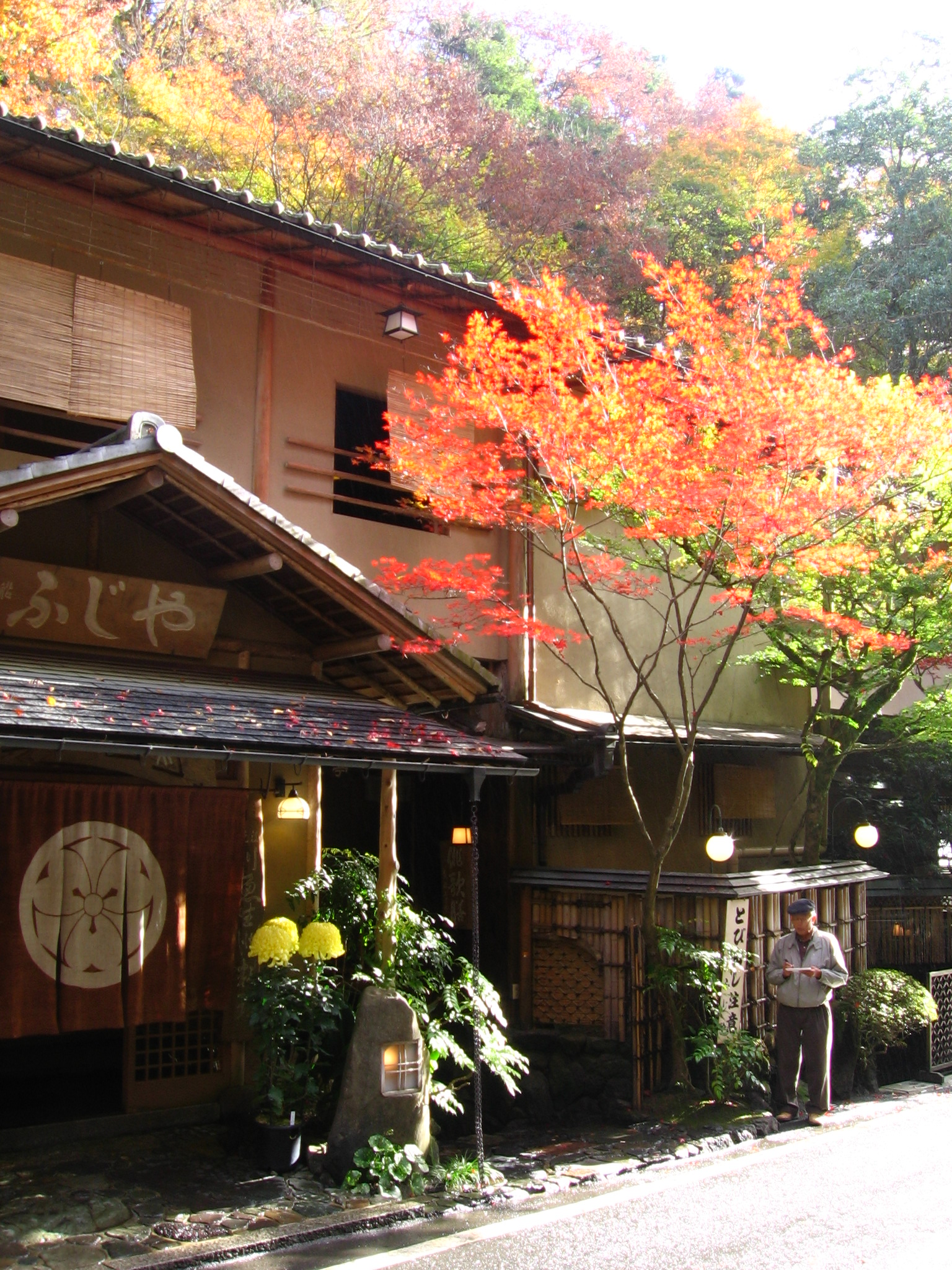
Kibune (Kyoto).
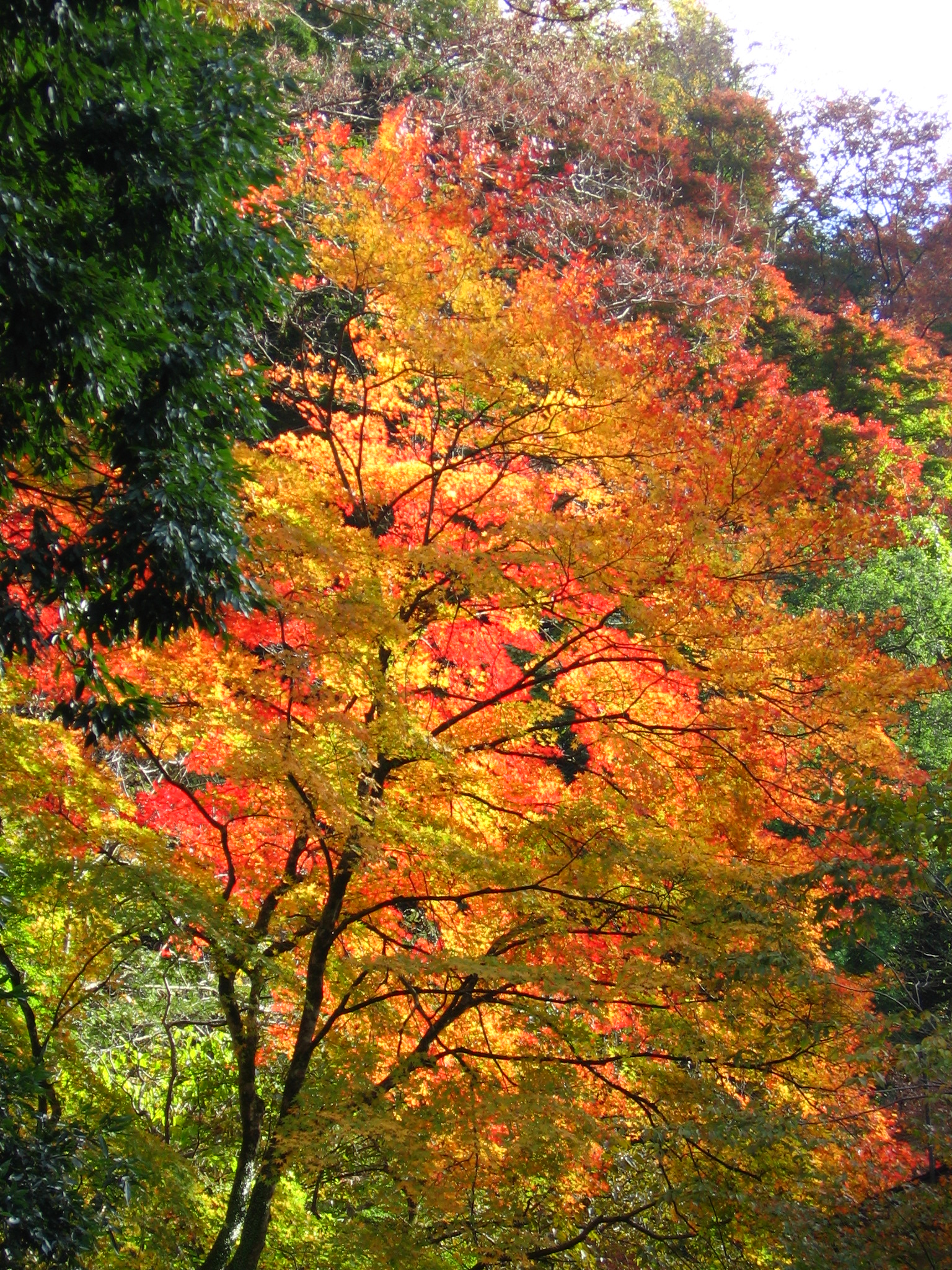
Kibune (Kyoto).
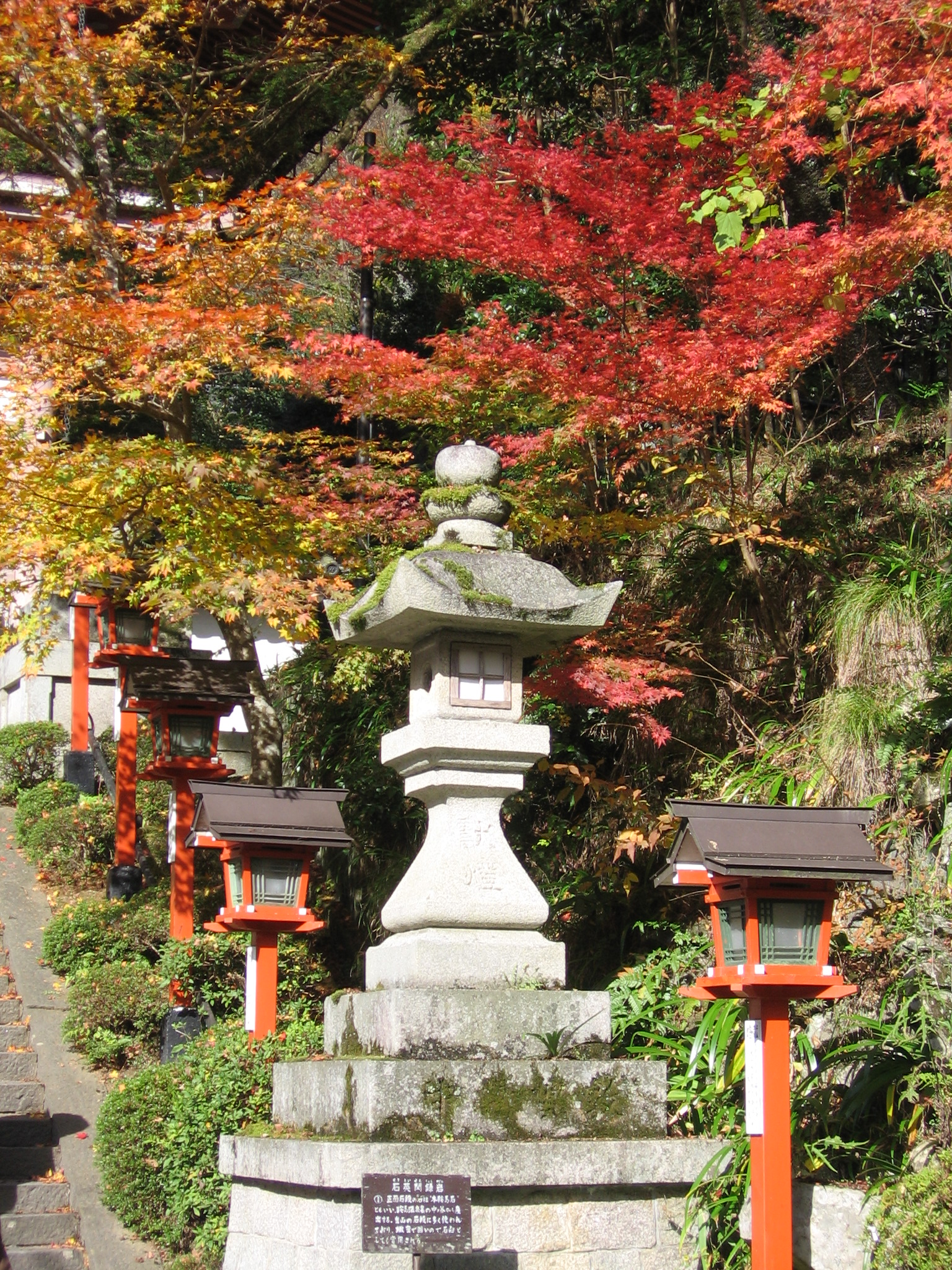
Kurama (Kyoto).
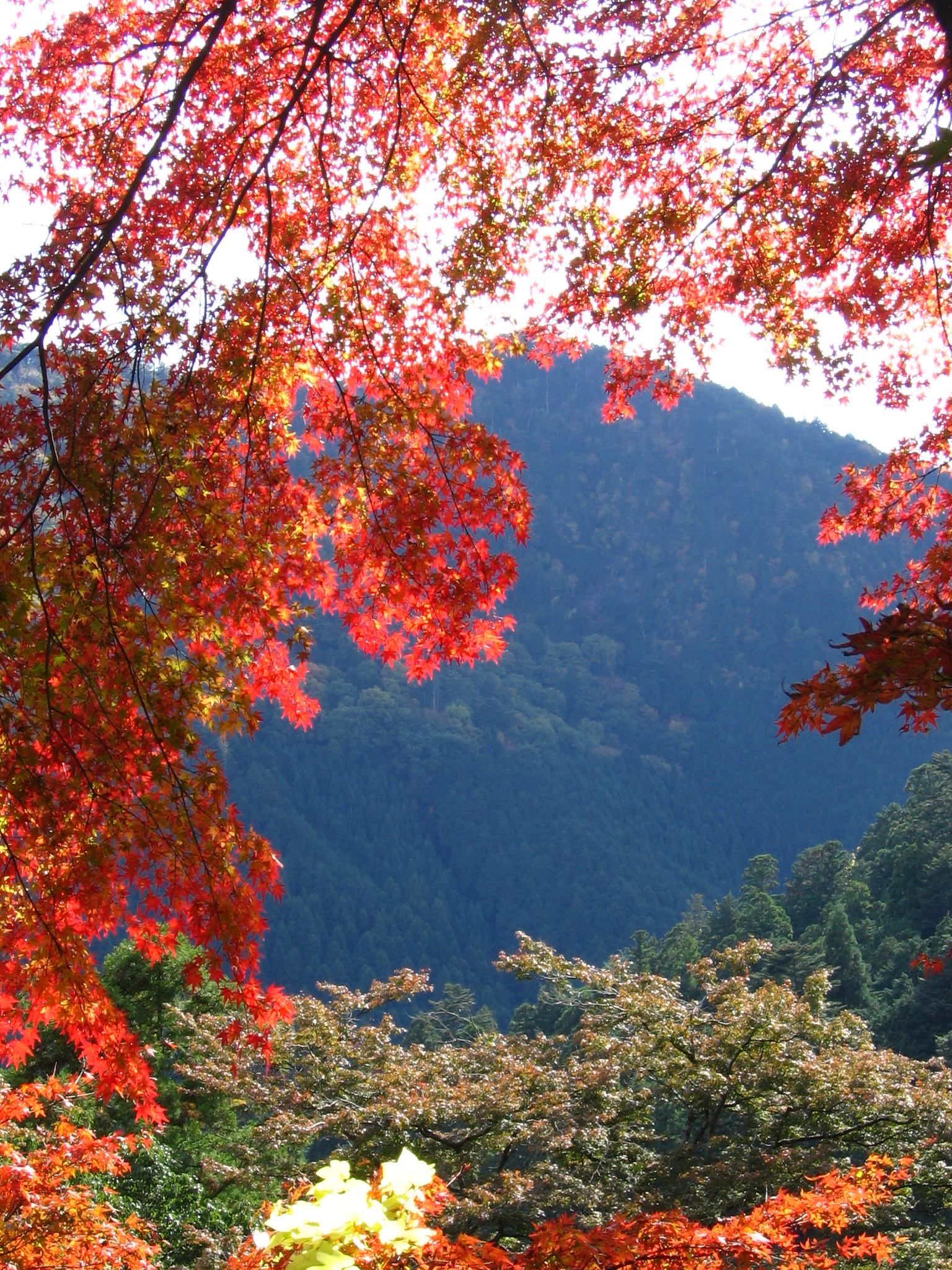
Kurama (Kyoto).
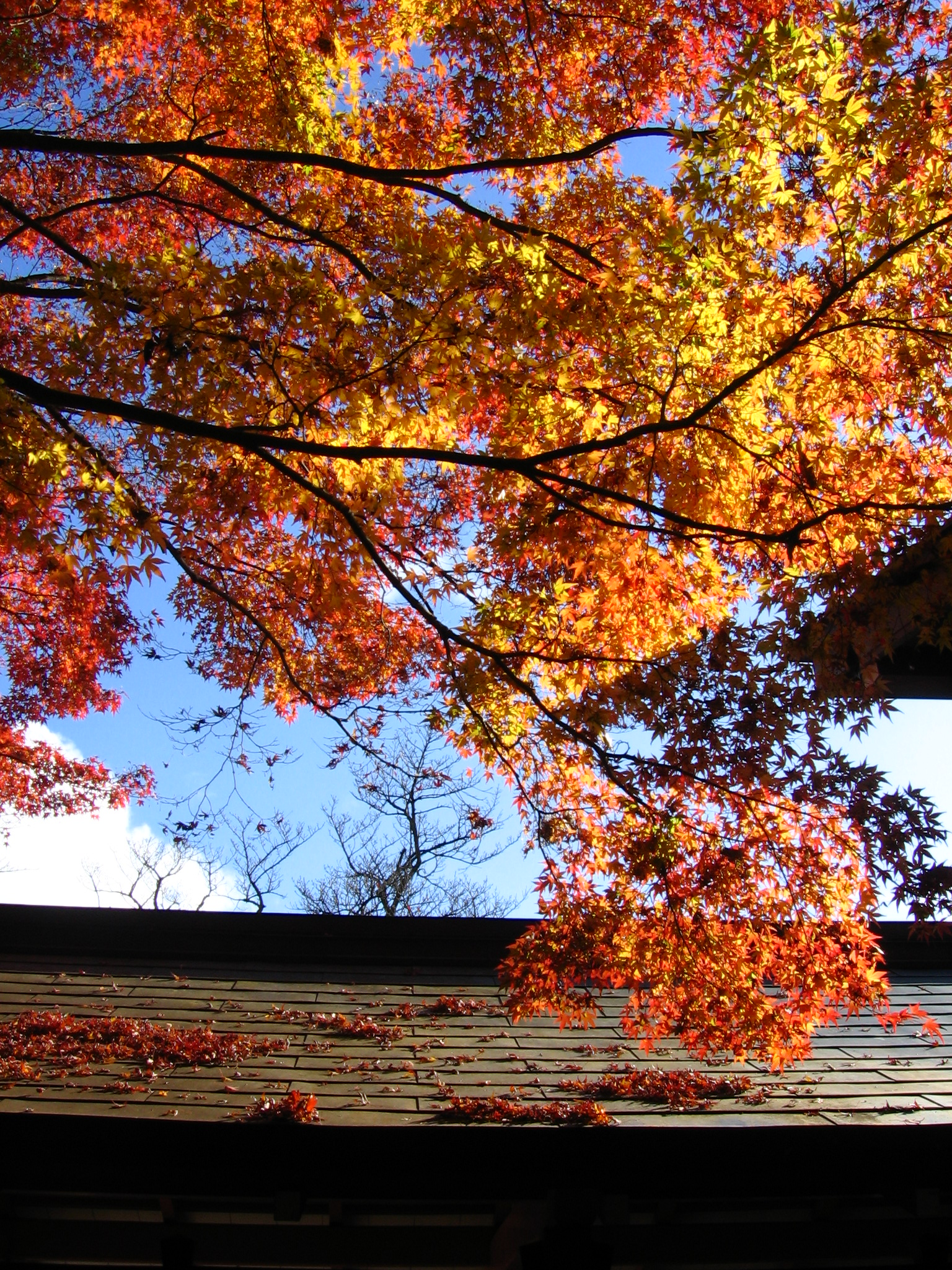
Kurama (Kyoto).
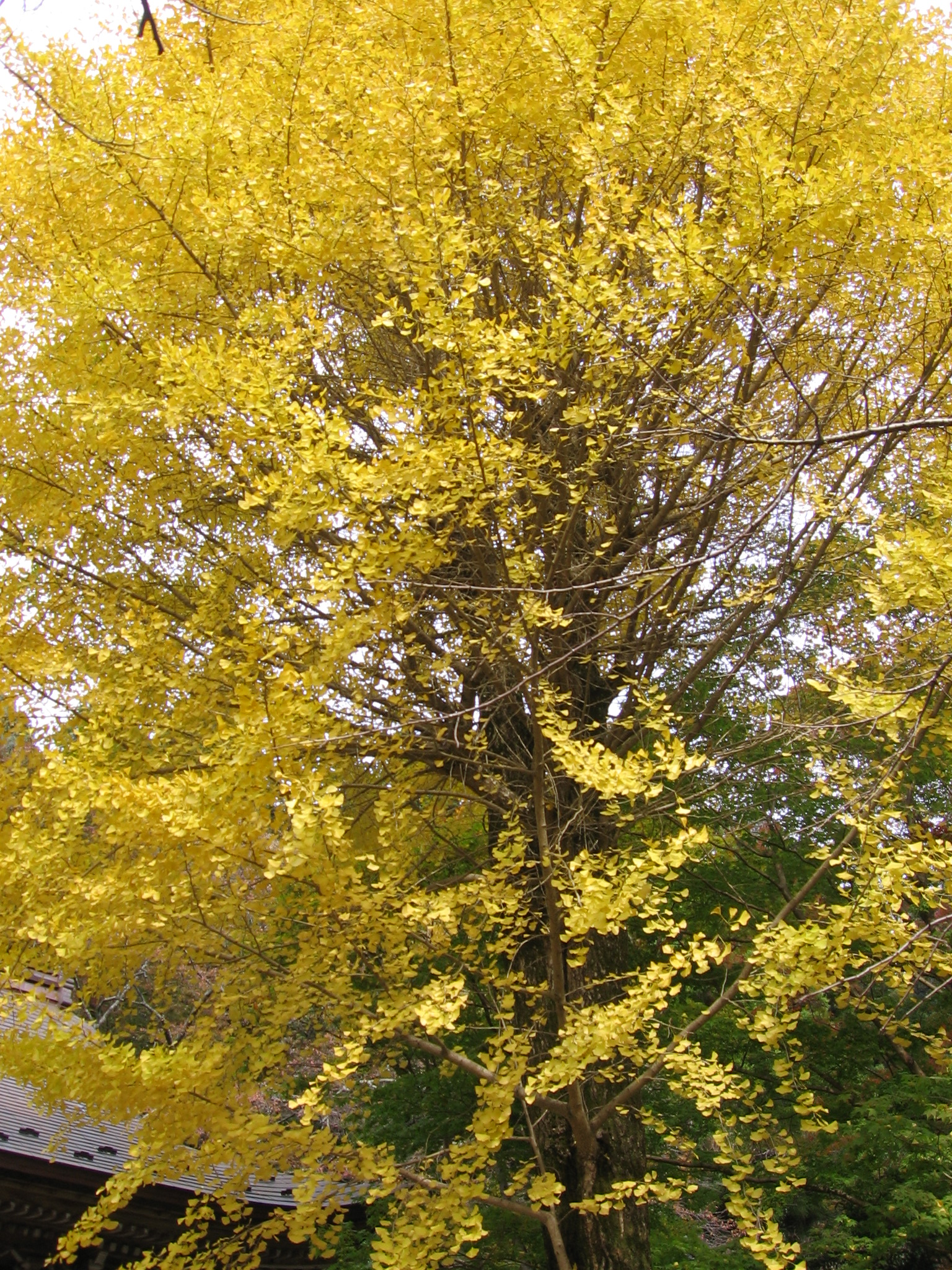
Murō-ji (Nara).